# Campionati europei di sollevamento pesi 2025 - 81 kg maschile
Le gare di sollevamento pesi della categoria fino a 81 kg maschile — pesi medi — dei campionati europei del 2025 si sono svolte il 17 aprile 2025 a Chișinău presso la Chișinău Arena.

## Programma
L'orario indicato corrisponde a quello moldavo (UTC+03:00)
| Data           | Orario | Evento   |
| -------------- | ------ | -------- |
| 17 aprile 2025 | 11:00  | Gruppo B |
| 17 aprile 2025 | 19:00  | Gruppo A |

## Medagliati
Per ciascun esercizio, i primi tre classificati sono i seguenti:
| Esercizio | Oro         | Oro    | Argento           | Argento | Bronzo          | Bronzo |
| --------- | ----------- | ------ | ----------------- | ------- | --------------- | ------ |
| Strappo   | Oscar Reyes | 159 kg | Rafik Harutyunyan | 158 kg  | Andrei Fralou   | 153 kg |
| Slancio   | Oscar Reyes | 190 kg | Dmytro Kondratiuk | 187 kg  | Kristi Ramadani | 186 kg |
| Totale    | Oscar Reyes | 349 kg | Rafik Harutyunyan | 343 kg  | Kristi Ramadani | 337 kg |

## Record
Prima di questa competizione, i record mondiali ed europei esistenti erano i seguenti:
| Record mondiale | Strappo | Li Dayin              | 175 kg | Tashkent, Uzbekistan | 21 aprile 2021    |
| Record mondiale | Slancio | Rahmat Erwin Abdullah | 209 kg | Riad, Arabia Saudita | 11 settembre 2023 |
| Record mondiale | Totale  | Lü Xiaojun            | 378 kg | Pattaya, Thailandia  | 22 settembre 2019 |
| Record europeo  | Strappo | Europeo standard      | 169 kg | —                    | 1º novembre 2018  |
| Record europeo  | Slancio | Karlos Nasar          | 208 kg | Tashkent, Uzbekistan | 12 dicembre 2021  |
| Record europeo  | Totale  | Karlos Nasar          | 374 kg | Tashkent, Uzbekistan | 12 dicembre 2021  |

## Risultati
| Pos. | Atleta                      | Gr. | Peso atleta | Strappo (kg) | Strappo (kg) | Strappo (kg) | Strappo (kg) | Slancio (kg) | Slancio (kg) | Slancio (kg) | Slancio (kg) | Totale |
| Pos. | Atleta                      | Gr. | Peso atleta | 1            | 2            | 3            | Pos.         | 1            | 2            | 3            | Pos.         | Totale |
| ---- | --------------------------- | --- | ----------- | ------------ | ------------ | ------------ | ------------ | ------------ | ------------ | ------------ | ------------ | ------ |
|      | Oscar Reyes (ITA)           | A   | 78.85       | 155          | 157          | 159          |              | 185          | 190          | —            |              | 349    |
|      | Rafik Harutyunyan (ARM)     | A   | 81.00       | 150          | 155          | 158          |              | 185          | 192          | 192          | 4            | 343    |
|      | Kristi Ramadani (ALB)       | A   | 81.00       | 151          | 156          | 156          | 7            | 185          | 186          | 186          |              | 337    |
| 4    | Erkand Qerimaj (ALB)        | A   | 80.90       | 150          | 154          | 154          | 8            | 183          | 186          | 186          | 5            | 333    |
| 5    | Andrei Fralou (AIN)         | A   | 80.60       | 147          | 151          | 153          |              | 180          | 184          | 184          | 7            | 333    |
| 6    | Vadzim Likharad (AIN)       | A   | 80.40       | 148          | 152          | 156          | 5            | 180          | 185          | 185          | 6            | 332    |
| 7    | Dmytro Kondratiuk (UKR)     | A   | 81.00       | 143          | 143          | 147          | 14           | 183          | 186          | 187          |              | 330    |
| 8    | Archil Malakmadze (GEO)     | A   | 80.85       | 147          | 152          | 156          | 4            | 173          | 182          | 182          | 13           | 325    |
| 9    | Victor Morosanu (MDA)       | A   | 81.00       | 148          | 152          | 153          | 10           | 175          | 175          | 181          | 9            | 323    |
| 10   | Christopher Murray (GBR)    | B   | 81.00       | 142          | 146          | 149          | 9            | 170          | 173          | 177          | 12           | 322    |
| 11   | Sebastian Cabala (SVK)      | B   | 80.40       | 144          | 147          | 150          | 11           | 175          | 180          | 181          | 8            | 322    |
| 12   | Petr Mareček (CZE)          | B   | 80.50       | 140          | 144          | 147          | 13           | 165          | 173          | 176          | 11           | 317    |
| 13   | Konrad Lazuga (POL)         | B   | 78.00       | 141          | 146          | 148          | 12           | 170          | 174          | 175          | 14           | 316    |
| 14   | Mihăiță Tănăsoiu (ROU)      | B   | 80.30       | 142          | 148          | 148          | 15           | 173          | 180          | 180          | 10           | 315    |
| 15   | David Birk (SLO)            | B   | 81.00       | 120          | 124          | 127          | 16           | 148          | 148          | 155          | 15           | 282    |
| 16   | Kári Steinn Einarsson (ISL) | B   | 80.65       | 117          | 117          | 117          | 17           | 143          | 147          | 150          | 16           | 264    |
| —    | Gheorghii Cernei (MDA)      | A   | 81.00       | 148          | 152          | 157          | 6            | 172          | 172          | 173          | —            | —      |
| —    | Hmayak Misakyan (AUT)       | B   | 81.00       | 143          | 143          | 143          | —            | —            | —            | —            | —            | —      |